# Свилай
Свилай (хорв. Svilaj) — населений пункт у Хорватії, в Бродсько-Посавській жупанії у складі громади Оприсавці.

## Населення
Населення за даними перепису 2011 року становило 285 осіб.
Динаміка чисельності населення поселення:

## Клімат
Середня річна температура становить 11,17 °C, середня максимальна – 25,91 °C, а середня мінімальна – -6,40 °C. Середня річна кількість опадів – 746 мм.
| Клімат поселення                              | Клімат поселення | Клімат поселення | Клімат поселення | Клімат поселення | Клімат поселення | Клімат поселення | Клімат поселення | Клімат поселення | Клімат поселення | Клімат поселення | Клімат поселення | Клімат поселення | Клімат поселення |
| Показник                                      | Січ.             | Лют.             | Бер.             | Квіт.            | Трав.            | Черв.            | Лип.             | Серп.            | Вер.             | Жовт.            | Лист.            | Груд.            |                  |
| Середній максимум, °C                         | 6,20             | 8,57             | 13,19            | 17,80            | 22,95            | 25,91            | 25,88            | 25,22            | 21,14            | 15,78            | 9,86             | 5,85             |                  |
| Середня температура, °C                       | −0,1             | 2,30             | 6,90             | 11,50            | 16,60            | 19,60            | 21,48            | 20,80            | 16,70            | 11,38            | 5,46             | 1,40             |                  |
| Середній мінімум, °C                          | −6,4             | −4,04            | 0,60             | 5,18             | 10,32            | 13,32            | 17,03            | 16,39            | 12,32            | 6,94             | 1,03             | −2,98            |                  |
| Норма опадів, мм                              | 48               | 47               | 46               | 57               | 68               | 95               | 68               | 62               | 54               | 66               | 74               | 61               |                  |
| Середньомісячна швидкість вітру, м/с          | 1.83             | 2.10             | 2.40             | 2.30             | 2.10             | 1.90             | 1.90             | 1.70             | 1.70             | 1.71             | 1.80             | 1.90             |                  |
| Середньомісячна сонячна радіація, кДж/м²·день | 4343             | 7050             | 10970            | 15340            | 19234            | 21255            | 22360            | 20573            | 15023            | 9379             | 4926             | 3648             |                  |
| --------------------------------------------- | ---------------- | ---------------- | ---------------- | ---------------- | ---------------- | ---------------- | ---------------- | ---------------- | ---------------- | ---------------- | ---------------- | ---------------- | ---------------- |
| Джерело:                                      |                  |                  |                  |                  |                  |                  |                  |                  |                  |                  |                  |                  |                  |